# Desastre del grano envenenado de 1971 en Iraq
El desastre del grano envenenado de 1971 en Iraq fue un incidente de envenenamiento por mercurio que tuvo lugar a finales de 1971 utilizando cereal no destinado al consumo humano que había sido tratado con un fungicida que contenía metilmercurio. Fue importado por Irak como grano de siembra desde México y los Estados Unidos. Debido a una serie de factores, por ejemplo el etiquetado en una lengua extranjera y la distribución tardía respecto a la época de cosecha, este grano tóxico fue consumido como alimento por residentes iraquíes de áreas rurales.
La población sufrió de parestesia (insensibilidad en la piel), ataxia (ausencia de coordinación en los movimientos musculares) y pérdida de visión, síntomas similares a los detectados con la enfermedad de Minamata en Japón. El número de muertos registrado fue de 650, pero se han propuesto cifras al menos diez veces más elevadas que la anterior. La investigación confirmó que fetos y niños fueron los más vulnerables.
El incidente de 1971 ha sido uno de los mayores desastres de envenenamiento por mercurio hasta la fecha, alcanzándose los mayores incrementos del número de casos en enero y febrero de 1972 hasta que su ascenso se detuvo a finales de marzo. 
Los informes posteriores al desastre recomendaron la creación de una normativa más estricta, un mejor etiquetado y manipulación del grano tratado con mercurio y una mayor participación de la Organización Mundial de la Salud en el seguimiento y prevención de incidentes de envenenamiento. 

## Contexto
Las propiedades del mercurio son aprovechadas para crear fungicidas eficientes. Sin embargo en Europa y América, sus riesgos para la salud (incluso cuando se consume en pequeñas cantidades) eran conocidos. El metilmercurio fue prohibido en Suecia en 1966, (primer país en hacerlo), y el  Reino Unido  le siguió en 1971.  
Incidentes anteriores de envenenamiento con mercurio ocurrieron en Iraq en 1956 y 1960. En 1956 tuvieron lugar en torno a 200 casos y 70 muertes; en 1960 hubo 1.000 casos y 200 muertes, ambos años debido a compuestos del  etilmercurio.
Entre las recomendaciones que se hicieron después del suceso de 1960 estaba la de marcar con colores cualquier clase de grano tóxico para su inmediata identificación.
Antes del incidente de 1971, en el mundo habían tenido lugar en torno a 200-300 casos de envenenamiento con metilmercurio. En 1969 y 1970, sequías redujeron las cosechas, afectando a casi 500.000 personas.

## Causas

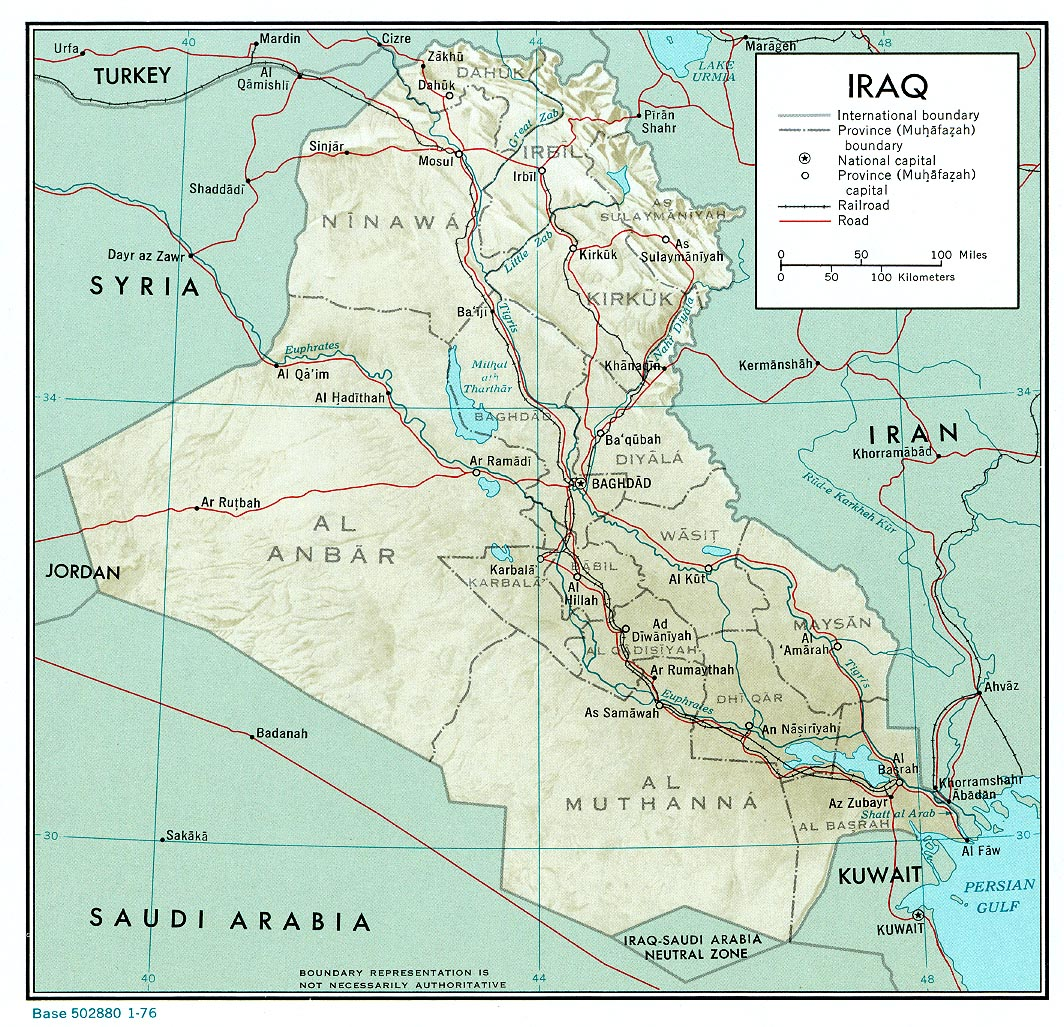
Mapa de Irak de 1976 mostrando las provincias afectadas.

Unas 95.000 toneladas de grano (73.201 toneladas de grano de trigo y 22.262 toneladas de cebada), coloreadas con una tonalidad rosado-anaranjada fueron transportadas vía marítima hasta Iraq desde los Estados Unidos y México. El trigo desembarcó en Basra en el SS Trade Carrier entre el 16 de septiembre y el 15 de octubre, la cebada llegó entre el 22 de octubre y el 24 de noviembre de 1971. El gobierno de Iraq eligió Mexipak, una semilla de trigo de alto rendimiento desarrollada en México por Norman Borlaug. Las semillas contenían una media de 7,9 μg/g de mercurio, aunque algunas contenían casi el doble. La decisión de usar grano tratado con mercurio fue comunicada como si hubiera sido tomada por el gobierno iraquí en vez del proveedor, Cargill. Las tres gobernaciones (provincias) norteñas de Nínive, Kirkuk y Erbil recibieron más de la mitad de los cargamentos. La expansión epidémica estuvo condicionada por diferentes factores, como el tardío inicio de la distribución. Esto provocó que mucho grano llegara después de la temporada de siembra de octubre-noviembre. 
Los granjeros conservaron el grano para su ingesta en vez de usarlo para sembrar, ya que había terminado su época de siembra. La distribución fue apresurada y extensa, con el grano siendo repartido libre de costes o incluso siendo intercambiado mediante trueque. Algunos granjeros se vieron obligados a vender su propio grano para evitar que los nuevos cargamentos no devaluasen el que ya tenían. Esta situación provocó que los granjeros dependieran del grano contaminado durante la temporada de invierno. La mayoría de los iraquíes ignoraban el significante riesgo al que su salud estaba siendo expuesta, u optaron por hacer caso omiso a las advertencias. Inicialmente, a los granjeros se les hizo declarar mediante una huella dactilar o una firma que habían entendido que el grano estaba envenenado, pero de acuerdo a algunas fuentes, los distribuidores no tuvieron semejante consideración. Las advertencias en los sacos venían en español y en inglés, en absoluto entendibles por los granjeros, o llevaban el símbolo de la calavera y los huesos cruzados en blanco y negro, que no significó nada para los iraquíes. El largo periodo de latencia quizás ofreció a los granjeros una falsa sensación de seguridad ya que los animales alimentados con el grano no presentaban síntomas inmediatos. Una vez lavado el grano el tinte rojo desapareció, sin embargo el mercurio no lo hizo. Es probable que este hecho hiciese creer a la población que el veneno había sido eliminado.
El mercurio fue ingerido mediante el consumo de pan casero, carne y otros productos animales obtenidos del ganado alimentado con cebada contaminada,  plantas desarrolladas en suelos contaminados con mercurio, aves de caza que se habían alimentado con el grano y peces capturados en ríos, canales y lagos en los que el grano contaminado había sido vertido por los granjeros. La inhalación del polvo de las semillas del suelo fue un factor que contribuyó a la afección de los granjeros durante la siembra y la molienda. Se piensa que el consumo de harina a través del pan casero fue la causa principal de envenenamiento, ya que no fueron registrados casos en áreas urbanas, donde los suministros de harina del gobierno son regulados comercialmente.

## Síntomas, expansión y tratamiento
El efecto del mercurio tardó un tiempo en aparecer -el período de latencia entre la ingestión y la aparición de los primeros síntomas (normalmente parestesia, adormilamiento de las extremidades) fue de entre 16 y 38 días. La parestesia fue el síntoma predominante en los casos más ligeros de envenenamiento. Los peores casos mostraban síntomas de ataxia (pérdida del equilibrio), ceguera o visión reducida, y muerte resultante de fallos en el sistema nervioso central. Los estudios indican que cualquier cantidad de entre 20 y 40 mg de mercurio es suficiente para provocar parestesia (entre 0,5 y 0,8 mg/kg de peso corporal). En promedio se cree que los individuos afectados consumieron alrededor de 20 kg de pan; las 73.000 toneladas de grano repartidas en el país hubiesen sido suficiente como para afectar a tres millones de personas.
El hospital de Kirkuk recibió un gran número de pacientes con síntomas que los médicos asociaron con los incidentes de intoxicación dados en 1960. El primer caso de envenenamiento con alquilmercurio fue admitido en el hospital el 21 de diciembre.  A fecha del 26 de diciembre, el hospital había emitido un comunicado específico al gobierno. En enero de 1972 el gobierno comenzó a advertir fuertemente a la población acerca de las consecuencias de consumir el grano, aunque no se mencionaron las grandes cifras de personas ya afectadas. Poco tiempo después, la Guardia Republicana Iraquí ordenó la retirada del grano y eventualmente se declaró la pena de muerte para todo aquel que fuese sorprendido vendiéndolo. Ante semejante amenaza, los granjeros se deshicieron del grano de la primera manera que se les ocurrió. Esto provocó que grandes cantidades de la semilla tóxica terminaran en los depósitos de agua (particularmente en el Río Tigris), causando problemas mayores. Sin embargo, el gobierno emitió muy pocas noticias al respecto.
La Organización Mundial de la Salud asistió al gobierno iraquí, provisionándolo de medicamentos, equipo analítico y personal experimentado. Se probaron nuevos tratamientos médicos, ya que los métodos existentes para las intoxicaciones con metales pesados no eran particularmente efectivos. Dimercaprol fue administrado a varios pacientes, pero provocaba un rápido deterioro de su estado físico, por lo que después de este incidente, fue retirado completamente como tratamiento para este tipo de envenenamiento. Se utilizaron también resinas de Politiol y penicilamina, las cuales presentaban mejoras iniciales pero momentáneas, pues parecían ser insignificantes en la recuperación completa del paciente. El proceso de diálisis se probó en varios pacientes con un grado avanzado de intoxicación, pero no demostró tener muchos resultados.  En definitiva el resultado de los distintos tratamientos fue variado, pues para algunos pacientes los niveles de mercurio en sangre se reducían drásticamente, mientras que en otros el efecto de los tratamientos era insignificante. Todos los pacientes recibieron un tratamiento intercalado con periodos de reposo (sin recibir tratamiento); pero dados los resultados, se llegó a la conclusión de que un tratamiento continuo sería más efectivo y debería ser aplicado en un futuro, pues el tratamiento tardío era menos efectivo en la reducción de la toxicidad a nivel sanguíneo.

## Efectos

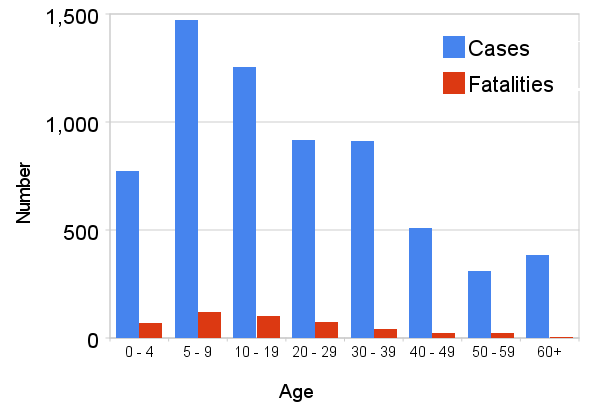
Incidencia de casos y fatalidades por grupo de edad.

Aproximadamente 6,530 pacientes fueron ingresados en hospitales por envenenamiento y se reportaron un total de 459 muertes.  Los casos alcanzaron sus máximos valores en cientos de afectados por día en el mes de enero, y para el mes de marzo habían disminuido considerablemente. El último paciente con síntomas de envenenamiento por mercurio fue hospitalizado el 27 de marzo. Los pacientes ingresados eran de ambos sexos y de todas las edades, aunque los menores de 10 años representaban una tercera parte de todos los casos. Estas cifras fueron “claramente infravaloradas”,  debido a la falta de tratamiento hospitalario, la sobrepoblación de hospitales y la falta de fe en el tratamiento. En las áreas más afectadas, la prevalencia de los casos se reportó en un 28% mientras que la mortalidad en un 21%.  Algunos médicos iraquíes opinan que los números de casos y fatalidades registradas son al menos diez veces menores que las ocurridas realmente,  y consideran que en realidad pudieron haberse producido alrededor de 100.000 casos de daño cerebral. Una de las razones sugeridas para esta enorme discrepancia entre las muertes registradas en los hospitales y las probablemente ocurridas, es la creencia popular iraquí, común en gran parte de Oriente Medio, donde una persona debe morir en su hogar siempre que le sea posible. Las muertes en los hogares no han sido registradas en los datos presentados.
Un gran número de pacientes con síntomas menores, tuvo una recuperación completa, y muchos pacientes con síntomas más severos mejoraron notablemente. Esto contradecía los resultados esperados los cuales estaban basados en estudios y análisis de la Enfermedad de Minamata en Japón, donde se registraron muy pocos casos de recuperación completa. En niños con niveles de mercurio en sangre menores a los establecidos como umbral de envenenamiento clínico, se notó un detrimento en el desempeño escolar, aunque esta relación no se pudo confirmar del todo.  En infantes, el envenenamiento por mercurio causó daños al sistema nervioso central. Dosis relativamente bajas de mercurio causaron un desarrollo más lento de los niños junto con la aparición de reflejos anormales. Distintos tratamientos para el envenenamiento con mercurio han sido desarrollados desde este incidente , el “síndrome del bebe silencioso”, en el cual el bebé rara vez llora, ha sido identificado como uno de los síntomas de daño cerebral producido por metil-mercurio.  Recomendaciones de distintas organizaciones internacionales han sido mayoritariamente enfocadas a la dieta de mujeres embarazadas y niños, debido a la particular susceptibilidad de los fetos y niños al envenenamiento con metilmercurio. Investigaciones realizadas con datos obtenidos por este incidente en Irak han permitido confirmar que el metilmercurio puede ser transmitido por vía placentaria de la madre al feto, y que el recién nacido puede contener niveles de mercurio iguales o incluso superiores a los de la madre.
En 1974 una reunión conjunta de la FAO Food and Agriculture Organization y la Organización Mundial de la Salud (OMS), se hicieron varias recomendaciones para evitar un incidente similar en el futuro. Algunas de estas medidas incluyen el enfatizar la importancia de un correcto etiquetado de las bolsas de grano, en el idioma del país destino, y con simbología a la que la población estuviera acostumbrada y por otra parte Se estudió la opción de agregar aditivos que empeoraran el sabor de las semillas. Por medio de esta reunión se ejerció presión sobre los gobiernos internacionales para regular estrictamente los usos de metil- y etilmercurio, incluyendo limitar su uso cuando no existiese ninguna otra alternativa razonable. Se recomendó que organizaciones internacionales como la FAO y la OMS apoyaran a los gobiernos en el establecimiento de centros nacionales de control de envenenamientos. 
Del 9 al 13 de noviembre del mismo año, se llevó a cabo una Conferencia en Bagdad acerca de la Intoxicación debida a la ingesta de semillas tratadas con alquilmercurio. Está conferencia apoyaba las recomendaciones mencionadas en los reportes de la FAO/OMS y además sugería que los medios nationales y locales debían dar mayor seguimiento a este tipo de incidentes, considerando las cifras y síntomas del envenenamiento como datos cruciales para informar correctamente a la población. Esta conferencia concluyó con un llamamiento a los gobiernos internacionales para permitir el apoyo de la OMS en cualquier momento necesario, “Ningún país debe sentir que se le culpará por la existencia de incidentes de este tipo”.